# Alain Geiger
Alain Geiger   (Sion, 5 de novembre de 1960) és un exfutbolista suís de la dècada de 1980 i entrenador.
Fou 112 cops internacional amb la selecció suïssa amb la qual participà en la Copa del Món de futbol de 1994.
Pel que fa a clubs, defensà els colors de FC Sion, Servette FC, Neuchâtel Xamax, AS Saint-Étienne a França, i Grasshopper Club Zürich.
Ha estat entrenador a clubs (molts d'ells africans) com Neuchâtel Xamax, JS Kabylie, ES Sétif, Ettifaq FC, o MC Alger., entre d'altres.

## Palmarès
Jugador
Sion
- Lliga suïssa de futbol: 1991-92
- Copa suïssa de futbol: 1979-80, 1990-91

Servette
- Lliga suïssa de futbol: 1984-85
- Copa suïssa de futbol: 1983-84

Neuchâtel Xamax
- Lliga suïssa de futbol: 1986-87, 1987-88

Entrenador
ES Sétif
- Copa algeriana de futbol: 2011-12
- Lliga algeriana de futbol: 2011-12